# Лукаш Шліхтин
Лукаш Шліхтин (пол. Łukasz Szlichtyn; 17 жовтня 1749 — після 1783) — львівський друкар часів Речі Посполитої.

## Життєпис
Походив зі спольщеного німецького роду, що походив з Мальборку. Старший син Яна Лукаша Шліхтина, друкаря та торгівця книгами, й Аполлонії Маркевич. Народився 1749 року у Львові. З дитинства разом з братами долучився до батьківської справи. 1764 року після смерті батька мати до 1766 року вийшла заміж за львівського патриція Марціана Сольського. Разом з тим виникли питання щодо поділу майна.
20 лютого 1770 року разом з братом Казимиром отримав від Станіслава II Августа, короля Речі Посполитої, право на продовження книгодрукарської справи. До 1774 року разом з братами випускав продукцію під маркою «Спадкоємці Шліхтина»: 4 книги та польські й українські календарі Францішека Лібманна.
4 березня 1774 року отримав міське громадянство Львова. Водночас посилилися судовий процес з братами щодо майна, особливо після смерті вітчима у 1771 році. Десь на початку 1775 року, рятуючись від боргів, втік до Любліна. Тут уклав договір з Комісією національної освіти стосовно відновлення друкарства на базі колишньої єзуїтської друкарні. Але знову зазнав невдачі, тому вже 1776 року повернувся до Львова. Тут ще більше заборгував, намагаючись відновити власну справу, втім марно. Така ж сама ситуація склалася в його брата Казимира (розорився та продав друкарню 1787 року).
У 1783 році втік до Кракова, де став ченцем. Про подальшу долю нічого невідомо.